# Jarmo

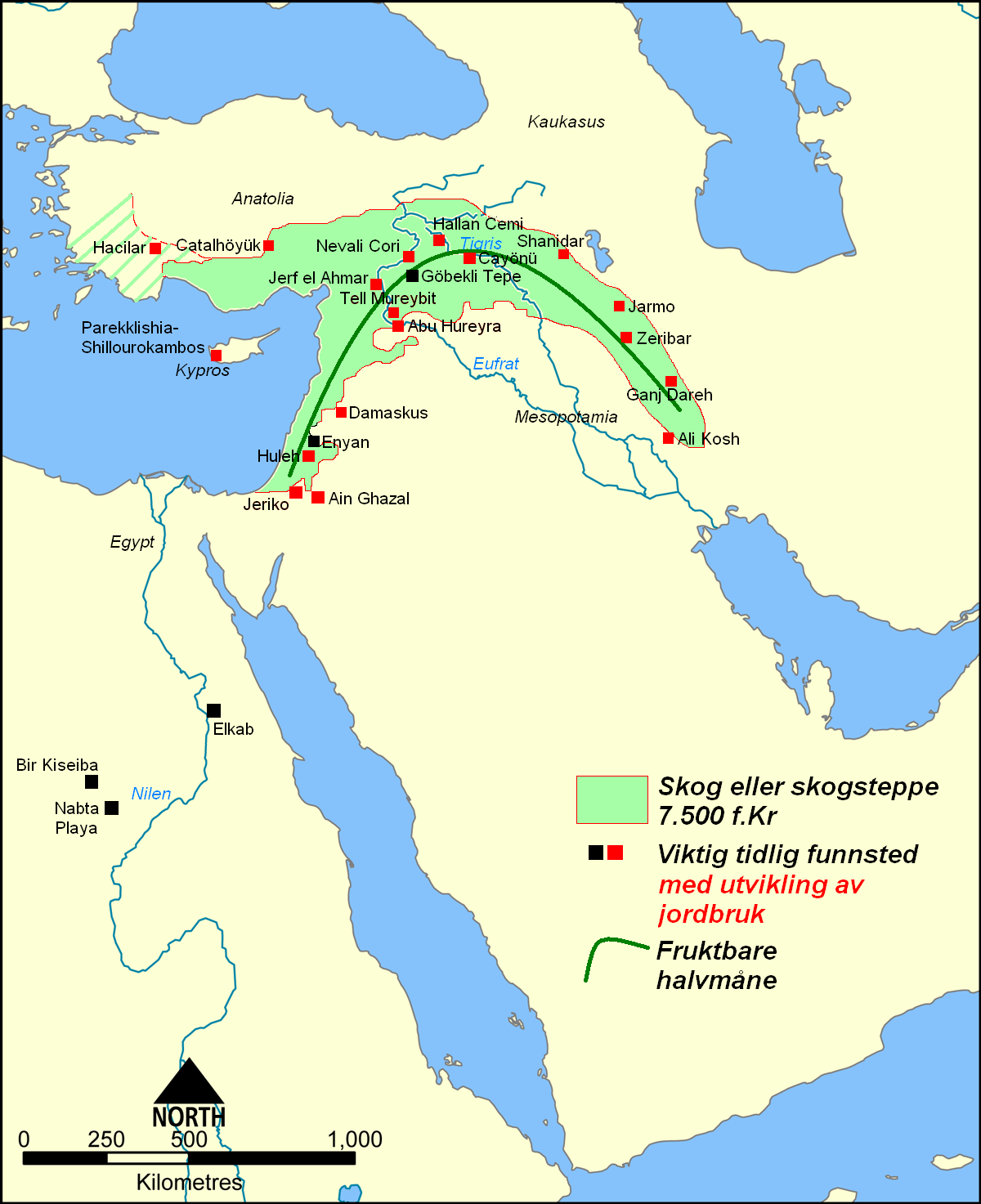
Jarmo localiza-se na zona mais ocidental do Crescente Fértil

Jarmo ou também Qala'at Jarmo, do curdo Qala'at Charmay "castelo branco" é um sítio arqueológico do período Neolítico do Oriente Próximo.

## Localização
Jarmo fica no Curdistão iraquiano, perto da cidade de Suleimânia e a leste de Quircuque, nas abas ocidentais dos Montes Zagros, a uns 800 m de altitude altura acima do nível do mar.

## Descoberta e escavações
O sítio foi descoberto inicialmente Direção de Antiguidades de Iraque em 1940, o que mais tarde pôs em conhecimento do arqueólogo Robert Braidwood (1907–2003), da Universidade de Chicago, quando este andava a buscar lugares propícios para pesquisar sobre a origem da Revolução neolítica. Braidwood escavou, dentro do programa Iraq-Jarmo, ao longo de três campanhas: 1948; 1950-1951 e 1954-1955; uma quarta campanha, a realizar entre 1958-59, ficou malograda por causa do começo da revolução no Iraq. Quando quis mais tarde prosseguir o seu plano de pesquisas sobre o Crescente Fértil, as dificuldades encontradas em Irã, onde escavou em Tepe Asyab, levaram-no em 1963 a Turquia.

### Novos métodos arqueológicos
Durante as escavações em Jarmo, e exatamente durante a campanha de 1954-55, Braiwood implantou um sistema multidisciplinar pela primeira vez, a fim de refinar os métodos de pesquisa e obter os melhores resultados à procura das origens da domesticação de plantas e animais. O norte-americano empregou na sua equipa um geólogo (Herbert Wright), um paleo-botânico (Hans Helbaek), um especialista em cerâmica e em radiocarbono (Frederic Matson) e um zoólogo (Charles Reed), assim como vários arqueólogos. O método multidisciplinar em arqueologia seria, em diante, utilizado em qualquer escavação que se prezasse de científica.

## Jarmo, a aldeia

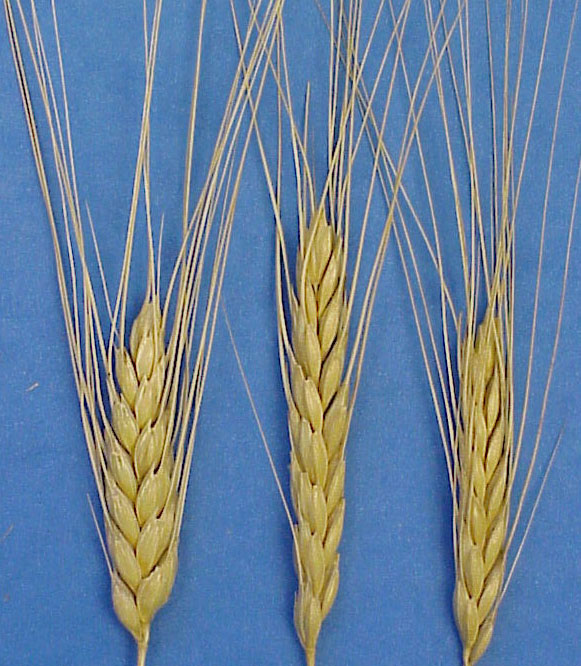
Espigas de trigo emmer

As escavações puseram ao ar livre uma pequena aldeia, que cobria uma extensão dentre 12 000 e 16 000 m², e à qual as medições realizadas por carbono-14, assinam datas entre 7 090 a.C., para as etapas mais antigas e 4 950 a.C. para as mais recentes. Ao todo a jazida continha 12 níveis. Jarmo viria a ser dos assentamentos neolíticos permanentes mais antigos e, de jeito aproximado, contemporâneo de Jericó ou do horizonte neolítico de Xanidar. Sua fase álgida deveu corresponder a um período entre 6 200 e 5 800 a.C..
Esta pequena aldeia estava composta de umas vinte e cinco moradias, de paredes feitas de adobes, tijolos de barro secado ao sol, que assentavam sobre alicerces de pedra, com um plano simples e com o lar escavado sobre o mesmo chão. Estes habitáculos eram reparados e reconstruídos com freqüência. Neles viveriam ao redor de 150 pessoas. Era, portanto, um assentamento permanente.
Nas fases mais antigas predominam os utensílios de pedra, sílex, seguindo pautas anteriores, e obsidiana. O uso deste último material, que era obtido das proximidades do lago de Vã, a uns 320 km de distância, sugestiona que estava desenrolado algum tipo de comércio organizado. No mesmo sentido se interpretam conchas decorativas que procedem do Golfo Pérsico. Nos níveis mais antigos também se encontraram objetos de cestaria impermeabilizados com betume, material fácil de encontrar nas cercanias de Jarmo.

### Agricultura e pecuária
A atividade agrícola é demonstrada pela utilização de foices de pedra e outras ferramentas e tigelas, também líticas, para guardar os alimentos coletados, juntos com recipientes de mármore entalhado. Em fases seguintes, reconhecem-se também instrumentos feitos de material ósseo, em especial furadores, mas também botões e colheres.
O recurso ao outro tipo de pesquisas deu ao manifesto que os moradores de Jarmo plantavam trigo de dois tipos, emmer e einkorn, um tipo de cevada primitiva e lentilhas (as histórias gerais indicam sempre a domesticação dos cereais, mas esquecem inventariar as primeiras legumes). Sua dieta, ou a dos seus animais, era ainda completada com espécies bravas de outras plantas como ervilhas, bolotas, alfarrobas, pistaches e trigo selvagem; são abundantes também as conchas de caracóis. Entre os animais domesticados os restos mostram que as testemunhas mais antigas correspondem a cabras, ovelhas e cãos. Nos níveis superiores das escavações aparecem já os porcos, em paralelo às primeiras evidências de cerâmica .

### Cerâmica e religião
Embora Jarmo seja um dos sítios mais antigos com cerâmica, o fato de aparecer nos níveis mais recentes das escavações, obriga a datar estes nos princípios do sétimo milênio a.C.. Está feita à mão, é simples e com paredes espessas, revogada com um desengordurante vegetal. Aparecem também figurinhas de argila, zoomorfas e antropomorfas, entre as quais cumpre destacar a presença de representações femininas de mulheres grávidas, que se têm posto em relação a divindades da fecundidade precursoras da Deusa Mãe das posteriores culturas neolíticas do mesmo Oriente Próximo.